# ارابه‌رانی

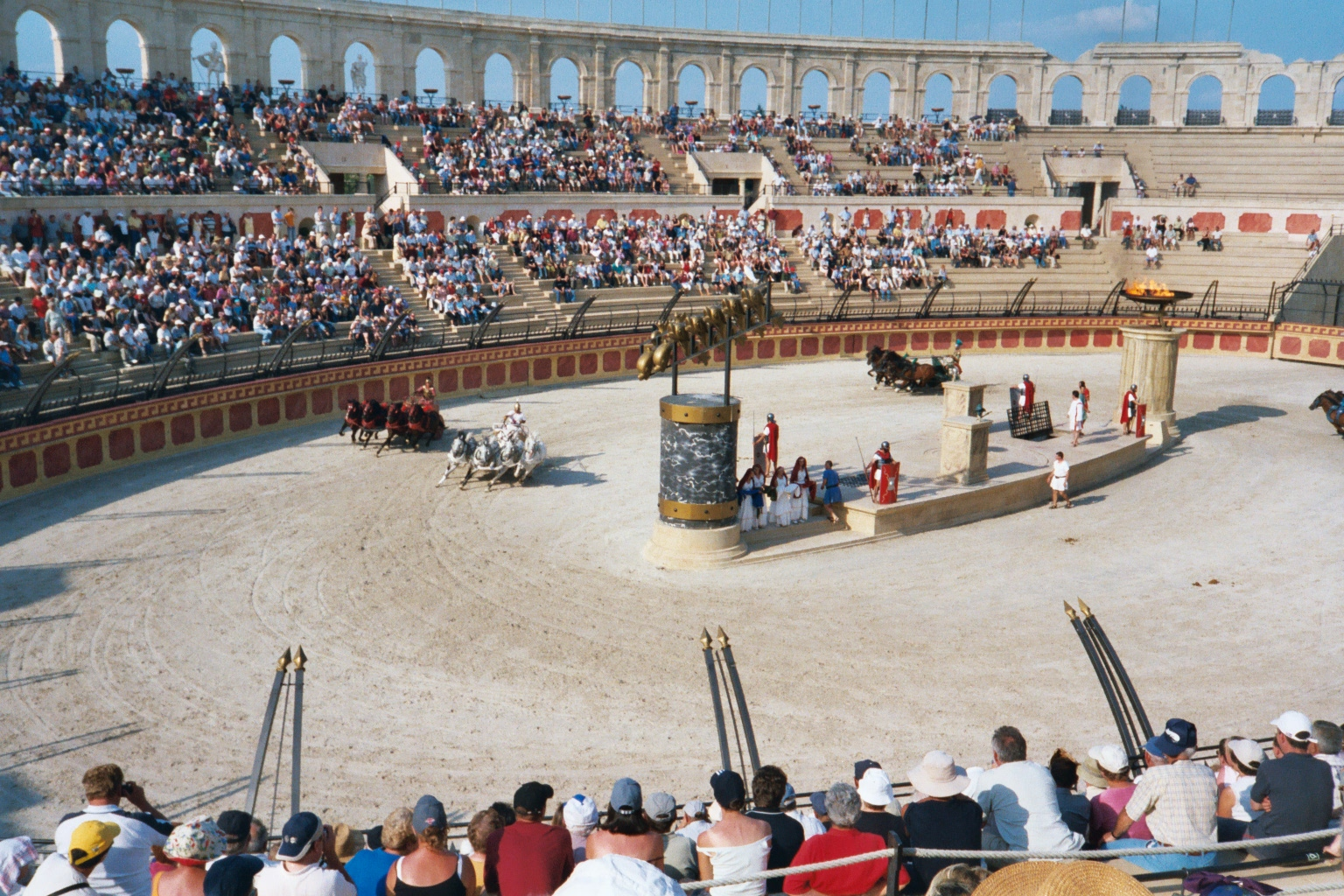
بازسازی یک مسابقهٔ ارابه‌رانی

ارابه‌رانی (زبان یونانی: ἁρματοδρομία&nbsp;harmatodromia)یکی از محبوب‌ترین ورزش‌ها در یونان باستان، امپراتوری روم، و امپراتوری روم شرقی بود. این رقابت ورزشی هم برای سواران و هم برای اسب‌ها خطرناک بود چرا که مسابقات معمولاً منجر به جراحت‌های شدید و حتی مرگ می‌شد. با این حال این خطرها به علاقه و شوق تماشاچیان می‌افزود. تماشای مسابقات ارابه‌رانی برای زنان نیز آزاد بود. در شکل رومی مسابقات ارابه‌رانی، تیم‌های با گروه‌های مختلف اسپانسرهای مالیشان مشخص می‌شدند. مانند ورزشهای امروزی مثل فوتبال تماشاچیان معمولاً هوادار سرسخت یک تیم بودند و از نظر عاطفی به پیروزی یا شکست تیم‌هایشان وابسته بودند. گاه درگیری‌های خشن بین هواداران تیم‌های رقیب رو می‌داد. این درگیری‌ها گاهی مبدل به اموری سیاسی می‌شدند و با نظرات متقابل سیاسی یا دینی گره می‌خوردند. به همین دلیل بسیاری از امپراتوران روم و بیزانس کنترل تیم‌ها را در دست می‌گرفتند و سیاست‌مردانی را برای نظارت بر آن‌ها منصوب می‌کردند.
پس از سقوط روم از اهمیت این ورزش در جهان غرب کاسته شد. در امپراتوری روم شرقی تیم‌های ارابه‌رانی برای چند قرن به نقش سیاسی خود ادامه دادند. پس از شورش نیکا ورزش ارابه‌رانی به شکلی تدریجی اهمیت خود را از دست داد.